# Saída dos Estados Unidos do Acordo de Paris

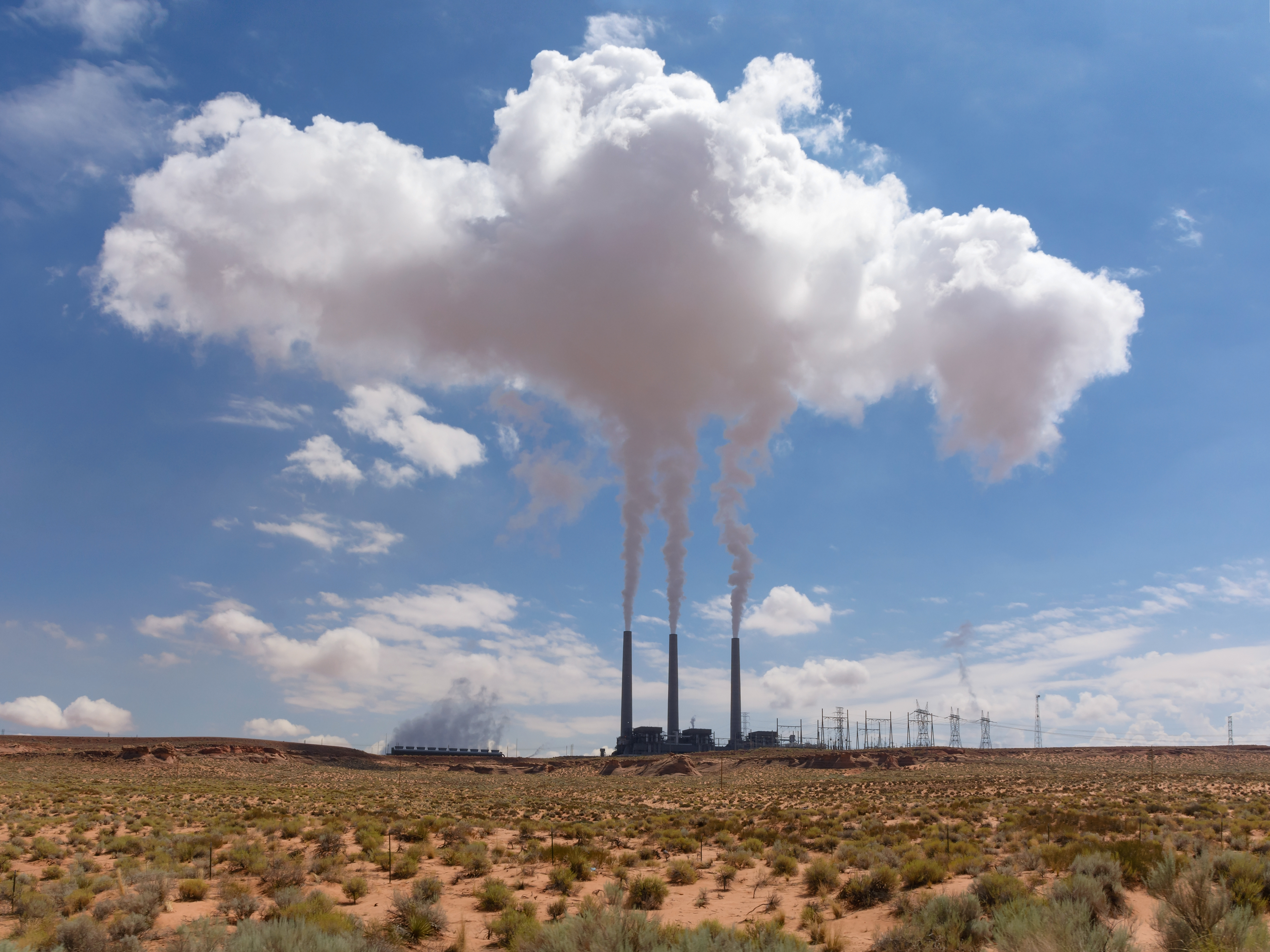
Indústria carvoeira em Page, Arizona.

Em 1 de junho de 2017, o Presidente dos Estados Unidos Donald Trump anunciou que o país deixaria toda sua participação no Acordo de Paris sobre mudanças climáticas firmado em 2015. Trump acrescentou que estava aberto a negociações para um "melhor acordo", porém líderes europeus afirmaram que não seria possível. Durante sua campanha presidencial, Trump já havia alertado a possibilidade de deixar o pacto caso eleito, defendendo tal medida como benéfica aos interesses internos estadunidenses e que era parte de sua política "América, Primeiro".
De acordo com o Artigo 28 do Acordo de Paris, qualquer signatário pode encerrar sua participação em até quatro anos após a ratificação. No caso, o prazo máximo para os Estados Unidos seria até 4 de novembro de 2020, coincidentemente um dia após a eleição presidencial daquele ano. Até a oficialização da medida, os Estados Unidos são obrigados a divulgar e reportar sua emissão de gases às Nações Unidas. No entanto, foram expressas dúvidas legais sobre a exequibilidade das disposições de um contrato executado unicamente por ordem executiva que visa limitar o poder da própria presidência ao negar a inversão executiva imediata.
Ainda que celebrada por membros do Partido Republicano, a saída dos Estados Unidos do Acordo de Paris foi percebida com certa negatividade por outros governos, organizações e lideranças políticas ao redor do globo. Até mesmo estadunidenses residentes em outras nações encararam com certa reserva a decisão de saída do acordo.
Pouco após o anúncio oficial da Casa Branca, os governadores de Califórnia, Nova Iorque e Washington fundaram a Aliança Climática dos Estados Unidos (USCA) com a finalidade de manter os esforços em reduções de poluentes após a efetivação da saída do Acordo de Paris; posição similar foi expressa por outros governadores e prefeitos no país.
Após a posse de Joe Biden, em 20 de Janeiro de 2021, os Estados Unidos voltaram a ser signatários do acordo.

## Antecedentes

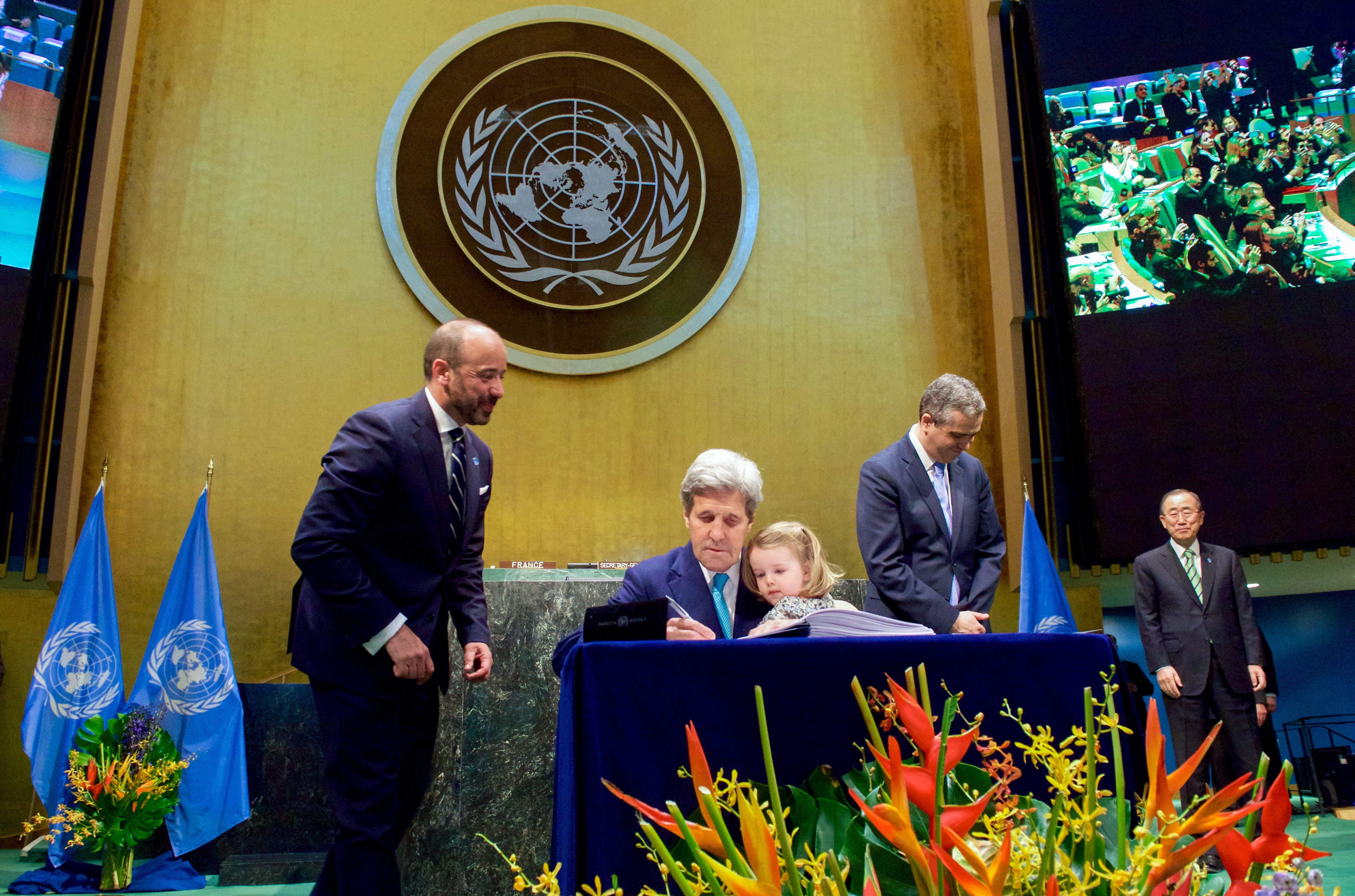
O então Secretário de Estado John Kerry assina o Acordo de Paris, 2016.

O Acordo de Paris foi concebido como um complemento à Convenção-Quadro das Nações Unidas sobre a Mudança do Clima pelos 195 Estados-membros presentes na Conferência das Nações Unidas sobre as Mudanças Climáticas de 2015, incluindo os Estados Unidos sob a presidência de Barack Obama. Devido ao fato de ser um dos maiores emissores de dióxido de carbono (juntamente com a China), o governo estadunidense concordou e foi um dos maiores apoiadores da realização do acordo.
O principal objetivo do Acordo de Paris é "assegurar que o aumento da temperatura média global fique abaixo de 2°C acima dos níveis pré-industriais", predominantemente através da redução de gases do efeito estufa. O acordo diverge do Protocolo de Quioto – até então a mais recente medida global adotada pela Convenção-Quadro – à medida em que reduz ou retira a responsabilidade dos países em desenvolvimento. Pelo contrário, as metas de emissão foram acertadas individualmente para cada nação de acordo com sua realidade ambiental e econômica, sendo que tais metas devem ser seguidas voluntariamente. Segundo analistas do governo estadunidense, este aspecto tornaria o Acordo de Paris "uma meta executiva" e não um acordo intergovernamental de fato, além de excluir a necessidade de ratificação pelo Congresso dos Estados Unidos. Em abril de 2016, os Estados Unidos assinaram o Acordo de Paris e aceitaram sua ordem executiva em setembro do mesmo ano. Obama comprometeu-se a contribuir com 3 bilhões de dólares ao Fundo Verde do Clima, cujo objetivo é alcançar a marca de 100 bilhões de dólares até 2020.

Taxas de emissão de carbono no mundo entre 1970 e 2013.

Em 8 de novembro de 2016, quatro dias após a efetivação do Acordo de Paris, Donald Trump foi eleito Presidente dos Estados Unidos. Muitos republicanos conservadores debatem o nível de envolvimento humano na questão das mudanças climáticas, sendo que o próprio Trump costuma criticar a realidade das taxas de aquecimento global divulgadas pelos órgãos internacionais. Durante sua campanha presidencial em 2016, o candidato republicano comprometeu-se a revitalizar a indústria carvoeira norte-americana, que segundo ele havia sido "prejudicada" pelas regulamentações ambientais. Muitos analistas políticos creem que tal proposta teria sido um fator para sua vitória em estados decisivos. Sua oposição à redução das mudanças climáticas foi revertida nos primeiros meses de sua presidência, nos quais emitiu uma ordem executiva contrariando a posição ambiental do governo anterior.
Em abril de 2017, uma delegação do Parlamento Europeu, composta por membros do Alternativa para a Alemanha e do Partido de Independência do Reino Unido, enviaram uma carta aberto ao governo estadunidense apoiando os planos de saída do Acordo de Paris inspirados no princípio de que o acordo causa um sofrimento econômico. Em 25 de maio de 2017, 22 senadores republicanos, incluindo o Líder da Maioria Mitch McConnell, enviaram uma carta à Casa Branca endossando a possibilidade de retirada do país do acordo climático. A carta foi redigida pelo senador John Barrasso, presidente do Comitê de Meio Ambiente e Obras Públicas, e pelo senador Jom Inhofe, conhecido por criticar os dados sobre mudanças climáticas. A grande maioria dos signatários do documento foram eleitos por estados relutantes em produção de combustíveis fósseis (especialmente carvão, petróleo e gás); o grupo de senadores havia recebido mais de 10 milhões de dólares em campanhas por parte de companhias energéticas no ciclo eleitoral dos últimos três anos. Dias antes, um grupo de 40 senadores democratas haviam enviado uma carta aberta à Casa Branca, alertando que uma eventual saída do Acordo de Paris "feriria a credibilidade e influência americana no cenário mundial."
Trump encontrou resistência no próprio gabinete presidencial quanto à saída do Acordo de Paris. O Secretário de Energia Rick Perry, o Secretário de Estado Rex Tillerson, o conselheiro econômico Gary Cohn e seu assessor Jared Kushner defendiam publicamente a permanência dos Estados Unidos no acordo climático. Por outro lado, o Conselheiro da Casa Branca Steve Bannon, entre outros, defenderam um rompimento com a política energética internacional.
Durante a 43ª reunião de cúpula do G7 em maio de 2017, Trump foi o único líder presente a não reafirmar seu comprometimento ao Acordo de Paris. A Chanceler alemã Angela Merkel, também presente, manifestou publicamente seu desapontamento com a recusa de Trump em cooperar com a redução de poluentes, o que foi considerado um fator crítico para as relações entre os dois países. O relatório publicado após a conclusão da cimeira afirmava que os Estados Unidos "não estão em posição de consenso" com os outros países do G7 em políticas ambientais e o Acordo de Paris.

## Anúncio

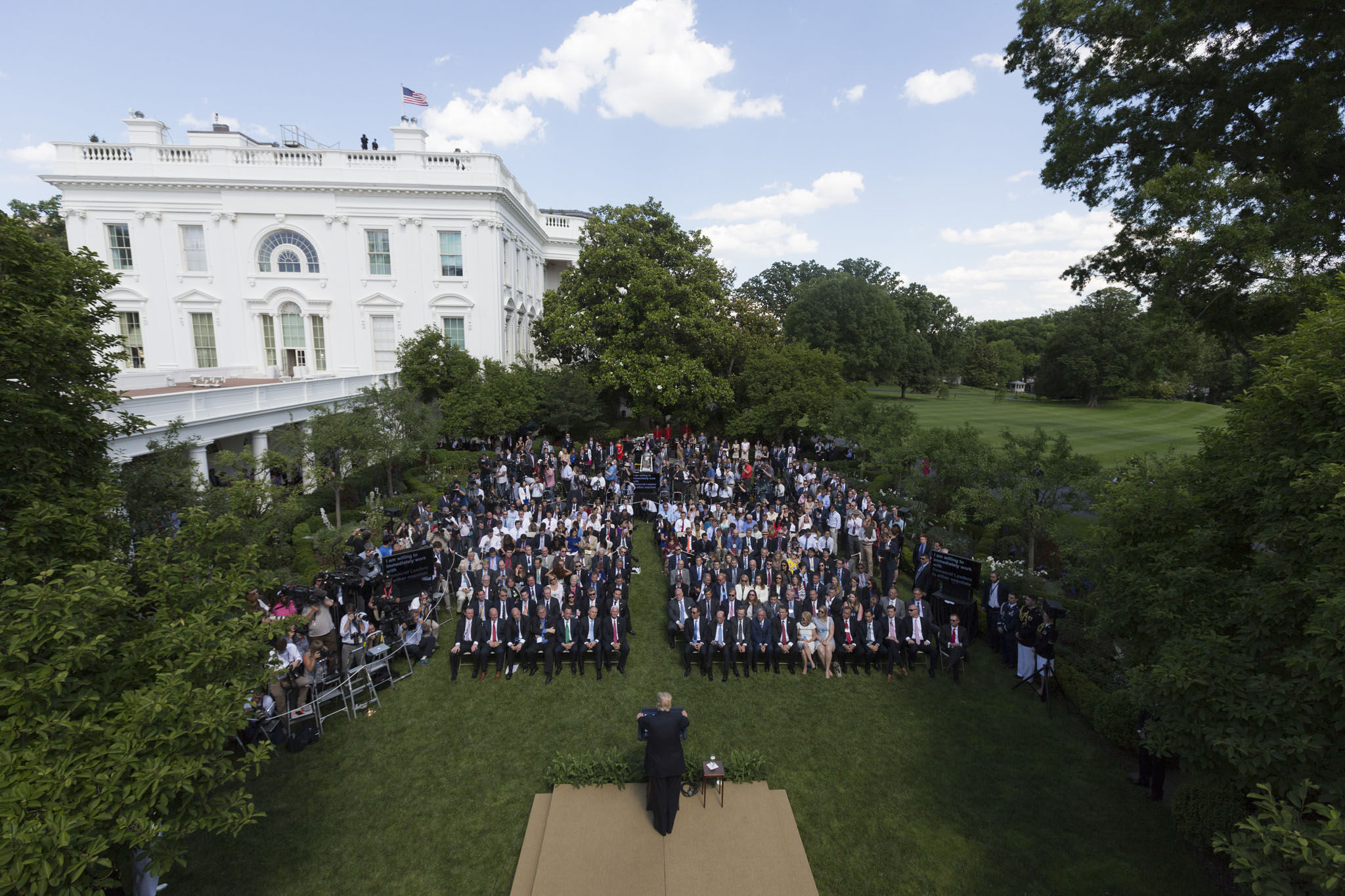
Pronunciamento de Donald Trump sobre a retirada dos Estados Unidos do Acordo de Paris, em 1 de junho de 2017.

Donald Trump realizou um pronunciamento televisionado a partir da Ala Oeste da Casa Branca, onde afirmou que "buscando cumprir meu solene dever de proteger os Estados Unidos e seus cidadãos, os Estados Unidos sairão do acordo climático de Paris", acrescentando que "o ponto-chave é que o acordo de Paris é muito injusto no mais alto grau para com os Estados Unidos." Trump defendeu que o acordo, caso implementado, custaria 3 trilhões de dólares em PIB nominal ao país e acarretaria a perda de mais de 6 milhões de postos de trabalho. A Casa Branca afirmou ainda que a permanência do país no acordo iria "fragilizar a economia, trair os trabalhadores" e "efetivamente decapitar a indústria carvoeira". Durante o discurso, Trump também criticou o Fundo Verde do Clima, ao qual chamou de "esquema de redistribuição de riquezas" dos países ricos aos mais pobres.
Posteriormente, porta-vozes do governo esclareceram que Trump encerrará as taxas de redução de carbono implementadas durante o governo anterior e que a retira do país do acordo climático será realizada em acordo com o processo legalmente previsto pelas Nações Unidas.
Análises do discurso de Trump por editores dos jornais The Washington Post e The New York Times apontaram inúmeros equívocos, incluindo alegações de que: os Estados Unidos estariam proibidos de construir indústrias carvoeiras; uma variação de 0,2 graus Celsius é insignificante na climatologia; as contribuições dos Estados Unidos ao Fundo Verde do Clima seriam retiradas do orçamento de defesa; projeções de que o país estaria em curso de tornar-se "a nação mais limpa do planeta"; entre outras afirmações infundadas.
O presidente estadunidense não voltou a comentar a questão após o anúncio, porém durante sua campanha afirmou por diversas vezes que o aquecimento global é uma tolice. Sobre os questionamentos quanto à sua posição em questões ambientais, o Secretário de Imprensa Sean Spicer e o Administrador da Agência de Proteção Ambiental, Scott Pruitt, negaram conhecer a fundo a opinião pessoal do presidente. Em 3 de junho, a Representante Permanente às Nações Unidas Nikki Haley afirmou que Trump acredita que "o clima global está variando".

## Efeitos
Durante o período em que se retiraram do Acordo, os Estados Unidos entraram no grupo de países que não integram o Acordo de Paris, juntamente com Síria e Nicarágua. A Nicarágua recusou-se a assinar o acordo por considerar as demandas desajustadas com a realidade climática, enquanto a Síria esteve inapta a negociar suas taxas de emissão de carbono por conta da corrente Guerra Civil em seu território.
Luke Kemp, da Faculdade de Administração Ambiental da Universidade Nacional da Austrália, escreveu em comentário para a revista Nature que: "retirada é o mesmo que não variar as emissões dos Estados Unidos", uma vez que "as emissões de gases do efeito estufa dos Estados Unidos divergem das obrigações legais internacionais". Contudo, acrescentou que o cessar de contribuições ao Fundo Verde do Clima poderia minar os esforços de redução das mudanças climáticas em todo o mundo. Segundo Kemp, a decisão poderia ter efeitos negativos ou positivos, considerando que "uma sombra dos Estados Unidos pode causar mais danos internamente do que exterior ao acordo." Por fim, concluiu afirmando que "uma saída poderia também incluir o país na pária climática global e abrir caminho para a China e a União Europeia conduzirem as políticas climáticas mundiais".
A indústria automobilística alemã expressou preocupação sobre a possibilidade de competitividade após a saída dos Estados Unidos. O presidente do grupo alemão VDA, Matthias Wissmann, afirmou: "O anúncio dos Estados Unidos torna inevitável que a Europa facilite um custo eficiente e economicamente acessível para manter a competitividade internacionalmente".

## Reações

### Governos estaduais
Em uma imediata resposta à retirada dos Estados Unidos do Acordo de Paris, os governos estaduais de Califórnia, Nova Iorque e Washington fundaram a Aliança Climática dos Estados Unidos, buscando apoiar as demandas do acordo mesmo após a saída do governo federal. Na noite de 1 de junho de 2017, os governadores de Colorado, Connecticut, Havaí, Oregon, Massachusetts, Rhode Island, Vermont e Virgínia declararam sua intenção de unir-se ao grupo e buscar implementar as medidas climáticas do acordo. Outros governos estaduais também expressaram interesse em manter as políticas do acordo.
Em dados de junho de 2017, 12 estados norte-americanos representam 24% da totalidade do território do país, 35,9% da população e 30,6% do PIB. Juntos, estes estados emitiram 18,2% das taxas de carbono ao longo do ano de 2014.

### Resposta internacional
- Brasil - O Ministro das Relações Exteriores Aloysio Nunes publicou uma nota descrevendo "seu profundo pesar e descontentamento".[53]

- Canadá - O Primeiro-ministro Justin Trudeau afirmou estar "profundamente desapontado" e que o "Canadá reafirma seu compromisso na luta contra mudança climática e apoia o crescimento limpo". Segundo Trudeau, o Canadá "continua cooperando os Estados Unidos no nível diplomática" e pretende "discutir o assunto de crítica importância para toda a humanidade".[54]

- França - Em conversa telefônica com Trump, o Presidente Emmanuel Macron descreveu o acordo como "inegociável".[55][56] Em discurso, Macron reiterou seu convite aos cientistas e pesquisadores ambientais norte-americanos de cooperação com o governo francês, concluindo com a frase: "Tornem nosso planeta grande novamente".[57][58] Antes do anúncio de Trump, ex-presidente Nicolas Sarkozy defendeu uma tarifa sobre todos as exportações estadunidenses caso Trump seguisse com a saída do Acordo de Paris. A líder da Frente Nacional, Marine Le Pen, por sua vez, elogiou a decisão de Trump.[59]

- Itália - O Primeiro-ministro Paolo Gentiloni expressou "descontentamento" com a decisão dos Estados Unidos.[56]

- Japão - Em nota oficial, o Ministério de Relações Exteriores afirmou que a escolha de Trump foi "lamentável" e que "o Japão acredita que a liderança dos países desenvolvidos seja de grande importância, sendo a manutenção do Acordo de Paris fundamental a este respeito".[60] O Ministro do Desenvolvimento também divulgou parecer em que se diz "profundamente desapontado, tanto como político, quanto como cidadão".[61]

- México - O Presidente Enrique Peña Nieto respondeu indiretamente com uma reafirmação de seu compromisso para com o Acordo de Paris.[44]

- Rússia - Antes mesmo do anúncio da Casa Branca, o porta-voz do governo russo reiterou o apoio do país ao Acordo de Paris. Posteriormente, Vladimir Putin destacou que, uma vez que o acordo não vinculativo não está configurado para entrar em vigor até 2021, acredita que há muito tempo para criar uma solução cooperação sobre o aquecimento global.[62][63]

- Reino Unido - A Primeira-ministra Theresa May expressou sua decepção em conversa telefônica com Trump e reafirmou que o Reino Unido está comprometido com o Acordo. May descreveu a conversa posteriormente em rede de televisão.[64] A Primeira-ministra escocesa Nicola Sturgeon afirmou que a decisão de Trump soaria como "uma terrível abdicação de liderança" e cobrou a participação do Reino Unido na declaração conjunta dos governos de Alemanha, Itália e França.[65]

- Santa Sé - O Bispo Marcelo Sánchez Sorondo, Chanceler da Pontifícia Academia das Ciências, descreveu a saída como "um grande tapa na face" do mundo.[66]

- Suécia - A Ministro do Exterior Margot Wallström descreveu a decisão como "abandonar a última chance da humanidade de garantir o futuro das crianças neste planeta".[67]

### Companhias e marcas
A Coalização Americana para Eletricidade Limpa do Carvão (American Coalition for Clean Coal Electricity) e a Peabody Energy, a maior produtora de carvão do país, elogiaram a decisão, defendendo maior acesso à energia de carvão como resultado.
No dia do anúncio de Trump, 25 companhias publicaram uma carta aberta ao presidente nos jornais The New York Times e The Wall Street Journal, orientando-o a manter o país dentro do Acordo de Paris. As companhias são:
- Adobe
- Apple
- Blue Cross Blue Shield
- Danfoss
- Dignity Health
- Facebook
- Gap
- Google
- The Hartford
- Hewlett Packard Enterprise
- Ingersoll Rand
- Intel
- Johnson Controls
- Levi Strauss & Co.
- Mars
- Microsoft
- Morgan Stanley
- National Grid
- PG&E
- Royal DSM
- Salesforce.com
- Schneider Electric
- Tiffany & Co.
- Unilever
- VF

Logo após o anúncio de Trump, ExxonMobil, Chevron e General Motors reafirmaram seu apoio ao Acordo de Paris e discussão de medidas para combater as mudanças climáticas.
Michael Bloomberg, empresário e ex-prefeito de Nova Iorque, prometeu doar 15 milhões de dólares à Secretaria Executiva da Convenção-Quadro das Nações Unidas sobre a Mudança do Clima, explicando: "Os americanos vão honrar e cumprir o Acordo de Paris, de cima a baixo - e não há nada que Washington possa fazer para nos impedir". Logo após o anúncio de Trump, 30 prefeitos, 3 governadores estaduais, mais de 80 presidentes de universidades e líderes de mais de 100 empresas se juntaram à Bloomberg na abertura de negociações com as Nações Unidas para apresentar um plano para limitar as emissões gases estufa de acordo com as diretrizes do Acordo de Paris.
Lloyd Blankfein, presidente do grupo Goldman Sachs, descreveu a decisão de Trump como "um retrocesso no ambientalismo e para a posição de liderança estadunidense no mundo". Jeff Immelt, presidente da General Electric, afirmou que "o aquecimento global é real".
Diversos outros líderes empresariais do Vale do Silício - incluindo Sundar Pichai, da Microsoft; Tim Cook, da Apple; Mark Zuckerberg, do Facebook; entre outros - condenaram publicamente a decisão do governo. Segundo Satya Nadella, a Microsoft "acredita que as mudanças climáticas são um assunto de urgência e demandam uma ação global imediata". Em sua conta no Twitter, Pichai afirmou que a Google continuará seus esforços em "um futuro mais limpo e próspero para todos". Zuckerberg, por sua vez, afirmou que "retirar-se do Acordo de Paris é um peso ao meio ambiente, ruim para a economia e arrisca o futuro das nossas crianças".

### Protestos

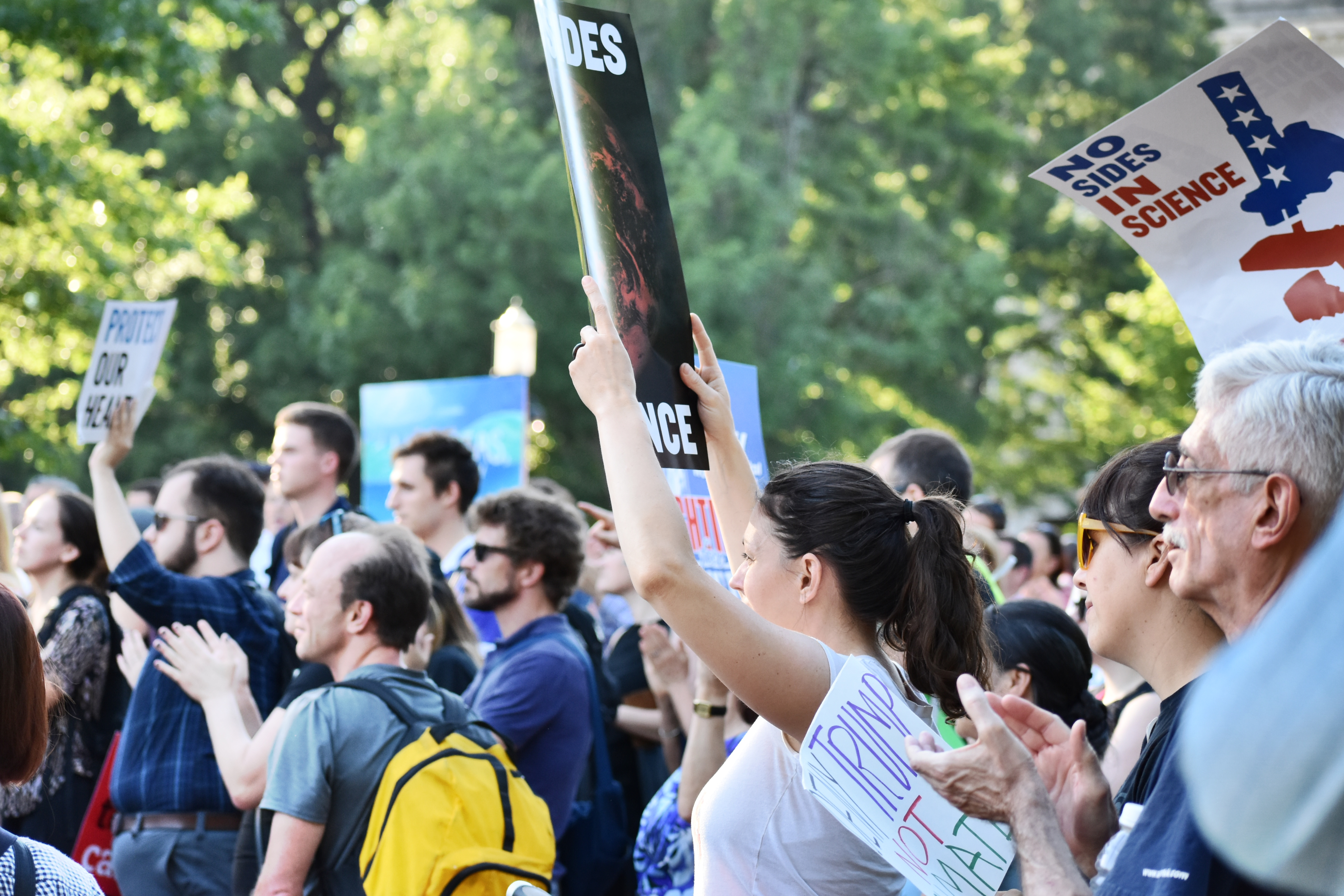
Manifestação em Washington, D.C. no dia do anúncio de Donald Trump.

Manifestantes reuniram-se em frente à Casa Branca no dia do anúncio oficial. Bill Nye, uma celebridade televisiva conhecido por explicar teorias científicas a leigos, foi um dos principais nomes do protesto. A sede governo do Distrito de Colúmbia foi iluminada em verde em protesto à decisão de Trump, assim como o One World Trade Center e a Prefeitura de Nova Iorque. O Hôtel de Ville, em Paris, e o Anjo da Independência, na Cidade do México, também receberam iluminação verde em protesto. Diversas outras manifestações ocorreram em Nova Iorque, Miami, San Diego e Syracuse.

## Retorno ao acordo
Em 20 de Janeiro de 2021, no primeiro dia de mandato de Joe Biden, os Estados Unidos voltaram a ser signatários do acordo, confirmando um compromisso afirmado após sua eleição.